# Barbara Gluck
Barbara Gluck (* 1938 in New York City) ist eine prominente Kriegsjournalistin. Sie berichtete als Korrespondent über den Vietnamkrieg.

## Leben und Werk
Barbara Glucks Eltern waren ungarische Juden, die aus Budapest fliehen mussten. Die Familie änderte in den USA ihren Namen von Glück in Gluck. Barbara Gluck studierte an Universität von New York Kommunikationswissenschaft und Journalismus. Im Anschluss an ihr Studium arbeitete sie für die Werbeagenturen von McCann Erickson, Benton & Bowles und Young & Rubicam. Sie erreichte Popularität als Bildkorrespondentin für die Zeitung The New York Times im Vietnamkrieg. Ihre Bilder gehören zu den bedeutendsten Aufnahmen des Krieges und wurden mehrfach ausgestellt und ausgezeichnet. So gehören ihre Kriegsbilder seit 2005 zur permanenten fotografischen Ausstellung des J. Paul Getty Museums in Los Angeles. Im Jahre 1974 erhielt sie einen Lehrauftrag im Rahmen des sog. Poynter Fellowship an der Universität von Yale für Journalismus.

## Auszeichnungen
- 1973 Gewinn des World Press Photo Sonderpreises für das außergewöhnlichste Foto des Jahres